# Metoda B.S.M.
Ten artykuł opisuje teorie, metody lub czynności niezgodne ze współczesną wiedzą medyczną.
Metoda B.S.M. (samoleczenie bioemanacyjnym sprzężeniem ciała z mózgiem lub trzymanie rąk na głowie w celach ozdrowieńczych) – pseudonaukowa metoda, przez jej zwolenników uznawana za leczniczą, która polega na przyłożeniu dłoni do głowy. Dłoń trzymana jest nieruchomo przez odpowiednio długi czas w ściśle określonych miejscach odpowiadających ośrodkom w korze mózgowej, które zawiadują chorymi narządami, częściami ciała lub całym organizmem. Według jej twórcy – Eugeniusza Uchnasta – naturalne promieniowanie (bioemanacja) dłoni miałoby przywracać zachwianą równowagę wewnętrzną organizmu (homeostazę). Zabieg można przeprowadzać samodzielnie lub może zostać wykonywany przez inną osobę, również na dzieciach i zwierzętach.
Zarówno sugerowany mechanizm działania metody, jak i jej skuteczność nie zostały nigdy potwierdzone wiarygodnymi badaniami naukowymi.
Nazwa nadana metodzie przez Eugeniusza Uchnasta jest tłumaczona w języku angielskim jako: BSM self-healing method albo Bio-Emanation Brain Linkage.

## Rys historyczny
Metoda B.S.M. została wynaleziona przez Eugeniusza Uchnasta – emerytowanego pułkownika Wojska Polskiego z Warszawy, prawnika i historyka z wykształcenia – przez przypadek podczas obserwacji poczynionych na własnej osobie w 1974. Autor metody, według własnej relacji, miał wyleczyć się w ten sposób z uporczywego bólu lewego biodra i kolana. Metoda została później przez jej wynalazcę rozwinięta i dopracowana w oparciu o doświadczenia na sobie samym.
We wrześniu 1979 ukazał się autoryzowany przez twórcę konspekt z jego wykładów na temat metody B.S.M. opracowany przez Piotra Lewandowskiego, który później połączył metodę B.S.M. z teorią tzw. pola L (pole życia, pojęcie wprowadzone przez doktora Harolda Burra), mówiącą, że człowiek posiada pole elektromagnetyczne i jeśli pojawiają się w nim zmiany, to człowiek choruje, a wyrównywanie pola L skutkowałoby powrotem do zdrowia. Po śmierci Eugeniusza Uchnasta – Lewandowski zajął się dalszym popularyzowaniem metody B.S.M.
W 1984 w Wytwórni Filmów Oświatowych powstał film dokumentalny pod tytułem Samoleczenie bioemanacyjnym sprzężeniem z mózgiem w reżyserii Stanisława Suchonia, w którym Eugeniusz Uchnast osobiście przedstawił metodę samoleczenia za pomocą trzymania rąk na głowie.

## Sugerowany mechanizm działania
Eugeniusz Uchnast tłumaczył, jakoby mechanizm działania samoleczenia B.S.M. był biofizyczny i związany z istnieniem sprzężenia zwrotnego zachodzącego podczas przenikania bioemanacji (naturalnego promieniowania ciała ludzkiego) z ręki do mózgu i potęgowania się wpływów na poziomie fal elektromagnetycznych, co skutkowałoby według Piotra Lewandowskiego wyrównaniem się tzw. pola życia.
Według Uchnasta:

Bioemanacja oznacza wszelkie rodzaje promieniowań, wydzielające się z organizmu żywego na powierzchni ciała, o nieograniczonym zasięgu i różnorodności form przejawiania się. Tak więc terminem bioemanacja obejmujemy zarówno te już nam znane, jak również te jeszcze nam nieznane rodzaje promieniowań, a być może istniejące na powierzchni ciała jak i w przyrodzie w ogóle.

Owa forma promieniowania miałaby po przyłożeniu ręki do głowy powodować sprzężenie zwrotne między ciałem a mózgiem. Uchnast nie tłumaczy, dlaczego sprzężenie miało zachodzić między ręką przyłożoną do głowy a nie ręką nieprzyłożoną lub między mózgiem a innymi częściami ciała, mimo "nieograniczonego zasięgu" bioemanacji z "powierzchni ciała".

Piotr Lewandowski w swojej książce pisał:

W odróżnieniu od innych niekonwencjonalnych metod leczenia, B.S.M. oddziałuje bezpośrednio na centralny układ nerwowy. Dzięki ogromnej czułości tego układu na odbiór słabych pól elektromagnetycznych – wypromieniowana energia jest u każdego człowieka w równym stopniu wystarczająca dla wywołania reakcji leczniczych. Czułość ta wiąże się z obecnością w mózgu kryształków magnetytu. Jak odkryto ostatnio ilość magnetytu w mózgu w porównaniu z innymi narządami organizmu jest bardzo duża.

Krytycy zarzucają metodzie B.S.M. działanie poprzez autosugestię oraz sceptycznie odnoszą się do podkreślanej przez Piotra Lewandowskiego konieczności zaprzestania stosowania niektórych leków farmakologicznych podczas stosowania terapii B.S.M. Piotr Lewandowski     zaprzecza roli autosugestii w procesie leczenia z uwagi na możliwość stosowania jej do leczenia dzieci i zwierząt.

## Efektywność metody
Do tej pory efektywność metody nie została zweryfikowana za pomocą badań naukowych, ani nie doczekała się naukowego komentarza.

## Zastosowanie
Ze stosowaniem metody B.S.M. można spotkać się w kręgach medycyny alternatywnej. Bywa wymieniana wśród metod wykorzystujących energię w celach profilaktyczno-leczniczych, tj. reiki i terapia polarity.
Według Piotra Lewandowskiego, który zarejestrował znak towarowy "B.S.M." i czerpie dochody ze sprzedaży książek własnego autorstwa na ten temat, skuteczne są techniki opisane w jego książkach wydanych w latach 2006–2009, o ile zostaną zastosowane precyzyjnie i ściśle zgodnie z opisem. Natomiast opisy metody zawarte w publikacjach starszych, zarówno jego autorstwa, jak i autorstwa Uchnasta, są częściowo błędne i mogą w niektórych przypadkach powodować szkody na zdrowiu osób, które je stosują. Ma to, zdaniem Piotra Lewandowskiego, wynikać z braku listy przeciwwskazań i błędnych obliczeń układu dłoni na głowie pacjenta.
Piotr Lewandowski twierdzi też, że metoda B.S.M. nie powinna być łączona z innymi metodami leczniczymi, zwłaszcza z fizykoterapią i bioenergoterapią, oraz nie można w jej trakcie stosowania przyjmować większości leków, natomiast powinno się pozostawać pod opieką lekarza.

## Zagadnienia prawne
Skrót "B.S.M." został w 2001 r. zarejestrowany jako znak towarowy słowno-graficzny przez firmę Piotra Lewandowskiego Aries. Na tej podstawie Piotr Lewandowski rości sobie prawa do wyłączności w opisywaniu tej metody i grozi pozwami każdemu, kto bez jego zgody publikuje informacje na ten temat.